# Eladio y Los Seres Queridos
 (juillet 2018).
Eladio y Los Seres Queridos est un groupe espagnol d'indie pop. 
Il émerge en 2005 autour du compositeur Eladio Santos, et est actuellement[Quand ?] composé par ce dernier (voix et guitare), David Outumuro (batterie), Oscar « Uka » Durán (basse) et Marcos Vázquez (synthétiseurs et piano). Sur scène, ils intègrent un guitariste supplémentaire (généralement Ovidio López ou Tarcisio Ávila).

## Historique
En 2005, ils commencent leur parcours en quatuor, avec un piano (Manuel Santamaría) et un batteur numérique (Marcos Vázquez, qui a également joué du clavier), en effectuant plusieurs tournées en Espagne, présentant en 2007 un premier album (Esto que tienes delante, Grabaciones en el Mar) dans presque toutes les Fnac, et jouant dans des festivals tels que le Monkey Week, Cultura Quente, et avec des groupes de soutien tels que Deluxe, Amaral ou Vetusta Morla.
À partir de 2009, la formation est réduite à trois membres, laissant Marcos, Eladio et Uka comme le « noyau dur » du projet. Avec cette formation, ils effectuent une longue tournée dans toute l'Espagne, et c'est à la fin de cette tournée que commence l'enregistrement de leur deuxième album, aux studios Sonobox de Madrid. Au début, Jose Manuel García joue avec eux pendant l'été, notamment lors de concerts au festival Vigotransforma ou en ouverture pour Ben Harper. À la fin de 2010, David Outumuro est définitivement recruté. 
En 2014, ils enregistrent leur troisième album, avec les producteurs Manuel Colmenro et Javier Carretero des studios Sonobox. L'album s'intitule Orden Invisible, et représente un pas vers un son personnel. L'album est publié en octobre 2014, et st suivi par une tournée. En 2016 sort l'album Cantares.

## Discographie
- 2007 : Esto que tienes delante
- 2011 : Están ustedes unidos
- 2014 : Orden invisible (Esmerarte)
- 2016 : Cantares
- 2017 : Historias caza